# Vilém Brázda
Vilém Brázda, křtěný Vilém Alois (11. června 1901 Zábřeh – 28. června 1931 Štěchovice) byl český malíř, sochař a výtvarník.

## Život
Narodil se v Zábřehu na Moravě v rodině stavitelského příručího Viléma Brázdy a jeho ženy Aloisie rodem Fialové dcery obuvníka z Třebíče.  a po dvou letech se rodina přestěhovala do České Třebové. Zde začal studovat na českotřebovské reálce, ale tato škola neuspokojovala jeho výtvarné nadání a proto záhy přestoupil na sochařskou školu do Hořic. Po jejím absolvování pokračoval v Praze na malířské akademii u profesora Jana Štursy a dále se školil na uměleckých školách ve Francii u prof. J. Bouchera a A. Bourdella.
Když studia úspěšně dokončil, vrátil se zpět do České Třebové k rodičům a záhy se oženil. Zde si záhy zřídil svůj první atelier v dřevěné boudě pod „Habeší“ na Parníku a později tvořil v nově vystavěném „Brázdově domě“ v Litomyšlské ulici čp. 268. Kromě tvoření soch rovněž velmi rád maloval. Známé jsou jeho kolorované kresby ze staré České Třebové a okolí, z Prahy, Brna, Lanškrouna, Třebíče a Kroměříže. Mnoho obrazů rovněž vzniklo za jeho pobytu v Paříži a Městský osvětový sbor vydal v roce 1928 „Brázdovo Album staré mizející České Třebové“.
Mladá rodina sochaře Brázdy se v Třebové dlouho nezdržela. S nadějí, že najde lepší životní a pracovní podmínky, se přestěhovala do Prahy. Zpočátku měl umělec existenční potíže i zde. Aby svoji rodinu hmotně zabezpečil, zabýval se krom vlastní tvorby i hrou na housle v biografech a prací na reklamních zakázkách. Po čase se ekonomická situace zlepšila a umělec měl noho plánů, které se mu bohužel nesplnily. Zemřel nečekaně 26. června roku 1931 při nedělním koupání ve Štěchovicích. Pohřben byl na Olšanských hřbitovech.
Na podzim roku 1931 byla v umělcově pražském ateliéru v paláci U Nováků instalována posmrtná umělcova výstava. K vidění bylo 30 plastik a 75 obrazů a kolorovaných kreseb.

## Galerie

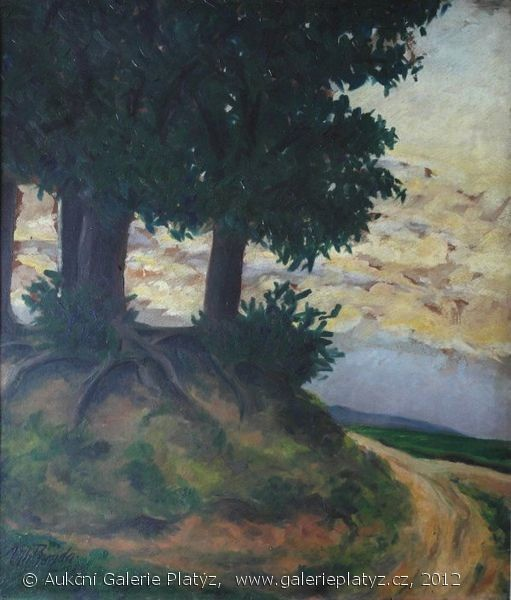
Stromy u cesty
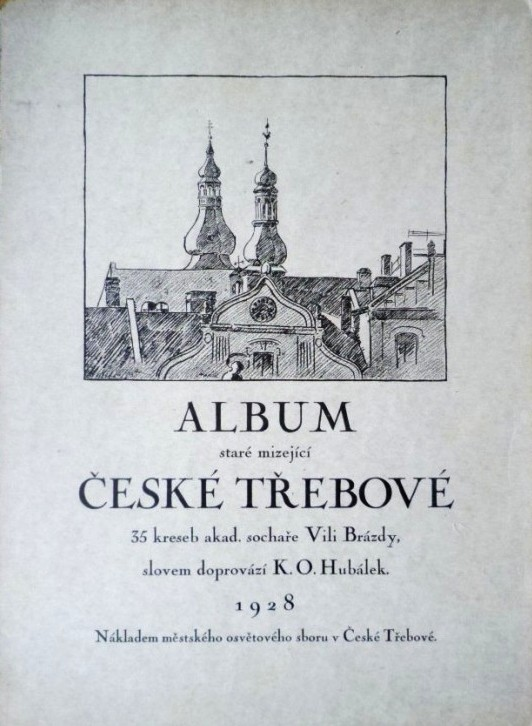
Album staré mizející České Třebové (1928)